# Desórdenes en Ferguson de 2014
Los desórdenes en Ferguson (a veces llamados levantamiento de Ferguson, protestas de Ferguson o los disturbios de Ferguson) fueron una serie de manifestaciones y disturbios que comenzaron en Ferguson, Misuri el 10 de agosto de 2014, el día después del tiroteo fatal de Michael Brown por el oficial del Departamento de Policía de Ferguson (FPD), Darren Wilson. Los desórdenes provocaron un vigoroso debate en los Estados Unidos sobre la relación entre los agentes del orden y los afroestadounidenses, la militarización de la policía y la ley de uso de la fuerza en Misuri y en todo el país. El activismo continuo amplió los problemas al incluir las prisiones de deudores de hoy en día, vigilancia policial con fines de lucro, y la segregación escolar.
A medida que surgían detalles sobre el tiroteo, la policía estableció toques de queda y desplegó patrullas antidisturbios, como medida previa a posibles revueltas ciudadanas. Junto con las protestas pacíficas, hubo una cantidad significativa de protestas violentas y saqueos en las inmediaciones del lugar del tiroteo, así como en toda la ciudad. Las críticas de los medios de comunicación a la militarización de la policía en Ferguson después del tiroteo fueron frecuentes. Los disturbios continuaron el 24 de noviembre de 2014, después de que un gran jurado dictaminara no acusar al oficial Wilson. El levantamiento popular volvió a estallar brevemente en el primer aniversario de la muerte de Brown. El Departamento de Justicia (DOJ) concluyó que Wilson le disparó a Brown en defensa propia.
En respuesta al tiroteo y los disturbios posteriores, el Departamento de Justicia llevó a cabo una investigación sobre las prácticas policiales del Departamento de Policía de Ferguson (FPD) en general. En marzo de 2015, el DOJ anunció que había determinado que el FPD había incurrido en mala conducta contra la ciudadanía de Ferguson, entre otras cosas, discriminando a los afroestadounidenses y aplicando estereotipos raciales en un «patrón o práctica de conducta ilegal». El Departamento de Justicia también descubrió que el ayuntamiento de Ferguson se basó en multas y otros cargos generados por la policía para financiar los servicios municipales.

## Trasfondo
Michael Brown, un hombre afroestadounidense de 18 años, fue abatido a tiros cuando, bajo sospecha de asalto, agresión y robo, y con lo robado en manos, se resistió violentamente ante el policía Darren Wilson.  El agente Wilson llegó después de que se reportó un robo y asalto en una tienda cercana. La persona que llamó describió al acusado, quien más tarde fue identificado como Michael Brown, al estudiarse las grabaciones de las cámaras de seguridad. El relato del oficial Wilson fue que después de ver a Brown y al amigo de Brown, Dorian Johnson, caminando a casa en medio de la calle, les pidió que caminaran por la acera. Cuando se negaron, Wilson notó que la camisa de Brown y una caja de cigarros que sostenía coincidían con la descripción de la llamada de robo, y sospechó que Brown y Johnson estaban involucrados. Cuando intentó interrogar a Michael Brown, fue atacado. Hubo un forcejeo, Brown intentó y casi logró apoderarse del arma del oficial Wilson. Debido a la lucha, el arma se disparó, hiriendo levemente a Brown, quien luego huyó. Wilson persiguió brevemente a Brown y finalmente disparó y mató a Brown cuando Brown se volvió para enfrentarlo y, según el relato de Wilson, cargó contra él. El oficial era un oficial de policía de Ferguson de 28 años.
 Después de varios meses de deliberación, un gran jurado decidió no acusar formalmente al oficial Wilson de ningún cargo penal relacionado con el incidente.
La respuesta de la policía al tiroteo fue muy criticada, al igual que la lentitud de la información que llegaba al público. Muchos de los documentos recibidos y revisados por el gran jurado se dieron a conocer solo después que el gran jurado se negó a acusar al oficial Wilson.